# Bengt Lundsten
Bengt Harald Lundsten, född 26 februari 1928 i Åbo, är en finländsk arkitekt. 
Lundsten utexaminerades 1954 från Tekniska högskolan i Helsingfors. Han var verksam vid Viljo Revells arkitektbyrå 1952–1959 och delägare i dennes byrå i Toronto 1959–1961. Han startade egen arkitektverksamhet i Helsingfors  1962 och var professor i husbyggnadslära vid Tekniska högskolan där 1969–1994. Han bedrev forskning om bland annat ekologiska byggnadsmaterial. 
Av Lundstens tidigare verk kan nämnas Kvastekulla griftegård och kapell i Partille (1956–1963), Kortepohja bosättningsområde i Jyväskylä (1964–1968), färjepaviljongen i Långnäs på Åland (1965), Fagersta radhusområde i Håkansböle i Vanda (1969) och saneringen av Trä-Kottby (1970–1977). Senare har han varit ansvarig för restaureringen och ombyggnaden av Tölö spårvagnsdepå till spårvägs- och trafikmuseum, restaureringen av slottet Mauritzberg på Vikbolandet och skärgårdscentret i Korpoström (2003–2004).